# Phyllachora mabicola
Phyllachora mabicola är en svampart som beskrevs av Chardón 1940. Phyllachora mabicola ingår i släktet Phyllachora och familjen Phyllachoraceae.   Inga underarter finns listade i Catalogue of Life.